# MOL Slovenija
MOL Slovenija, trgovsko podjetje d.o.o. je slovensko podjetje, ki se ukvarja s prodajo motornih goriv. Je del Skupine MOL, naftne korporacije s sedežem v Budimpešti.
V preteklosti se je podjetje širilo s prevzemom Tuš Oil (2011) in italijanskega Eni (2014). Junija 2020 je MOL Slovenija upravljal 48 bencinskih servisov po vsej državi. Je tretji največji trgovec z gorivom v Sloveniji.